# Giovanni Luppis
Giovanni Biagio Luppis von Rammer (Fiume, 27 agosto 1813 – Laglio, 11 gennaio 1875) fu un ufficiale della marina austriaca e inventore. Di cultura italiana visse a Fiume quando questa era parte del Regno d'Ungheria. A lui è riconosciuta la costruzione del primo siluro moderno, perfezionata col britannico Robert Whitehead.

## Primi anni
Giovanni Luppis nacque a Fiume nel 1813. I suoi genitori erano Ferdinando Carlo Teo Riva, nobile di Parenzo e Lissa e Giovanna Parich, nobile di Ragusa. All'epoca la famiglia Luppis era una benestante famiglia di armatori tra le più importanti famiglie dell'Istria. Frequentò il ginnasio a Fiume e quindi la Scuola di Marina a Venezia che fungeva da accademia navale per la flotta asburgica. Entrò nella marina militare asburgica allora nota come Marina da Guerra Austro-Veneziana, dove fu nominato cadetto nel 1837. Sposò quindi un'aristocratica di Fiume: Elisa dei Baroni de Zotti. Partecipò in seguito alla guerra del 1848-1849 con il grado di tenente di fregata e fu quindi promosso capitano di fregata nel 1857 a bordo della nave “Bellona”.

## Il 'salvacoste'
Intorno al 1850 uno sconosciuto ufficiale dell'artiglieria di marina austriaca pubblicò alcuni fogli sui quali illustrava come si sarebbe potuto impiegare un piccolo barchino alla stregua di un brulotto filoguidato, riempito di esplosivo e propulso da un motore a vapore per difendere le coste da eventuali attacchi di navi nemiche. A quanto pare però l'anonimo autore non riuscì a portare a termine i suoi studi e in seguito alla sua morte questi fogli finirono nelle mani di Luppis, che decise di portare avanti il lavoro compiuto dal suo predecessore.
Volendo trovare un mezzo di difesa delle coste dalle incursioni navali, pensò ad un ordigno filoguidato che chiamò (in italiano) salvacoste.
L'ordigno, che era lungo circa un metro, disponeva di due timoni, di una vela in materiale vitreo e di una carica esplosiva, che sarebbe stata azionata solo al momento dell'impatto. Vista però la scarsa affidabilità di questo primo prototipo, Luppis decise di sviluppare un secondo modello che chiamò 6m. Come il primo modello anche questo disponeva di due timoni, mentre se ne discostava per l'ubicazione della carica esplosiva, che era stata spostata a poppa del siluro. Il nuovo modello, pur offrendo maggiori garanzie rispetto al precedente, continuava a presentare alcuni problemi che ne limitavano considerevolmente l'affidabilità, tanto che, quando Luppis lo sottopose alla valutazione dell'apposita commissione istituita presso la regia marina militare austro-ungarica, esso fu respinto.

## L'incontro con Robert Whitehead e la nascita del siluro
Fu quindi grazie al sindaco di Fiume Giovanni De Ciotta che Luppis conobbe l'ingegnere britannico Robert Whitehead, con il quale firmò nel 1864 un accordo di cooperazione nello sviluppo di un terzo prototipo.
Le modifiche apportate da Robert Whitehead furono fondamentali per il successo di questo terzo modello. Il nuovo prototipo disponeva di un sistema di guida semi-automatico che poteva tenere il siluro a profondità costante, misurava una lunghezza di 3,35 metri, pesava 136 chilogrammi e trasportava una carica esplosiva di circa otto chilogrammi.
Il 21 dicembre 1866 i due presentarono il loro progetto nuovamente presso una commissione di valutazione della regia marina militare austro-ungarica.
Il prototipo fu valutato in modo positivo e i due ingegneri furono incaricati di produrre un primo lotto che sarebbe servito a scopi sperimentali.
Robert Whitehead era stato contattato per assumere l'incarico di direttore nella Fonderia Metalli di Fiume che qualche anno dopo avrebbe assunto la denominazione di Stabilimento Tecnico di Fiume.
Nel 1873 lo Stabilimento Tecnico Fiumano dichiarò bancarotta e nel 1875 venne rilevato da Whitehead ed assunse la denominazione "Torpedo Fabrik von Robert Whitehead" prima vera fabbrica di siluri al mondo.

## Ultimi anni

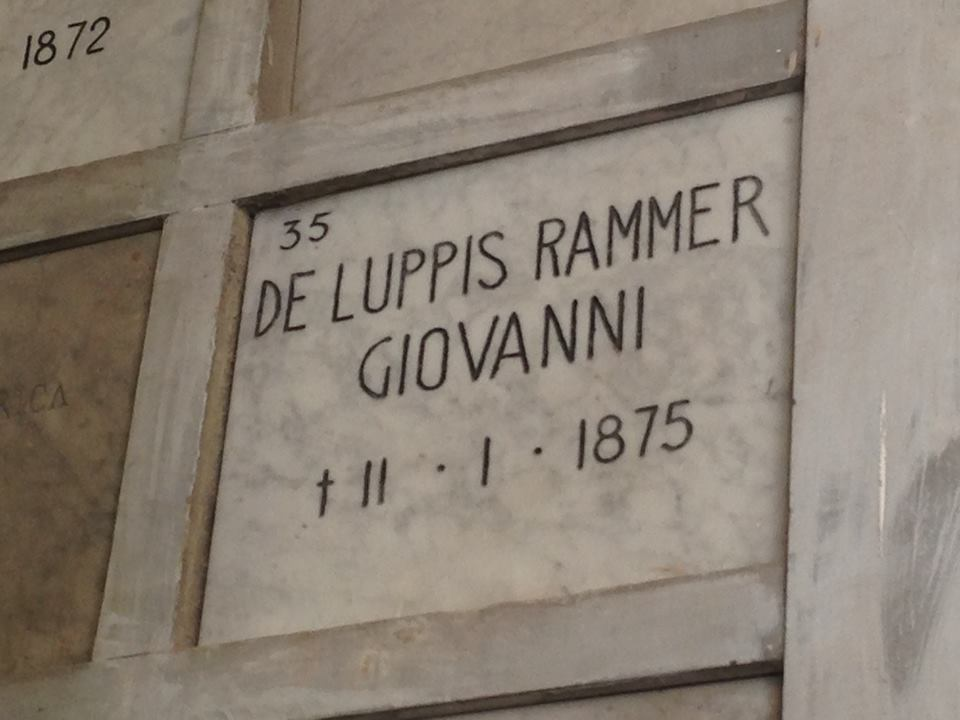
La tomba di Giovanni de Luppis al Cimitero Monumentale di Milano

Il Luppis, per i meriti legati alla sua invenzione, venne nominato barone col predicato "von Rammer" (affondatore) con diploma dato a Vienna il 1º agosto del 1869 dall'Imperatore Francesco Giuseppe.
Morì l'11 gennaio 1875; lo stemma araldico era un siluro che squarciava la fiancata di una nave e il motto del blasone era Beharrlichkeit siegt ("l'ostinazione trionfa").